# چمن مرتعی
چمن مرتعی (نام علمی: Poa pratensis) نام یک گونه از سرده چمن‌ها است.